# Jacques Delors
Jacques Delors (Parijs, 20 juli 1925 – aldaar, 27 december 2023) was een Frans politicus voor de Parti socialiste (PS). Van 1979 tot 1981 was hij afgevaardigde in het Europees Parlement en van 1981 tot 1984 in Frankrijk minister van Financiën en Economische Zaken. Van 6 januari 1985 tot 22 januari 1995 was Delors voorzitter van de Europese Commissie.
Delors is de machtigste technocraat die Europa gekend heeft. Met ferme hand zwaaide hij de scepter over de Europese Commissie, het uitvoerend orgaan van de Europese Unie. Onder zijn bezielende leiding transformeerde de Europese Commissie zich tot de cockpit van Europa. De Europese Commissie werd onder zijn leiding de motor van een spectaculaire intensivering van de Europese integratie die uitmondde in de oprichting van de EU en de euro. Hij stond bekend als 'Mister Europe', 'de Napoleon van Brussel' en 'het Beest van Brussel'.
Delors heeft vooral een grote rol gespeeld bij de totstandkoming van de Economische en Monetaire Unie en daarmee indirect tot het ontstaan van de Europese eenheidsmunt, de Euro. Hij was animator, ingenieur en oliemannetje in één. Hij zette het onderwerp op de agenda en zorgde vervolgens voor een geolied beleidsproces. Hij riep met zijn werkwijze echter ook tegenkrachten op, met name bij ministers van de lidstaat Groot-Brittannië.
Delors was een private, solitaire persoonlijkheid. Hij verdiepte zich diep in al zijn dossiers, zorgde intellectueel meester te zijn van de materie voordat hij samenvattingen samenstelde om te delen met ministers van de lidstaten en/of regeringsleiders en probeerde altijd te winnen via de kwaliteit van zijn argumentatie. Zijn morele concepties waren geworteld in een sociaal katholicisme.

## Levensloop
Jacques Delors werd op 20 juli 1925 geboren in een arbeidersbuurt in het twintigste arrondissement van Parijs. Hij was het enige kind binnen een bescheiden, katholiek huishouden. Zijn vader werkte als deurwaarder bij de Banque de France. Zijn moeder maakte hoeden en zorgde voor het huishouden. Naar eigen zeggen werd Delors opgevoed "met de waarde van werken, eer, het houden van je woord”, zo vertelde hij in een documentaire. Op school haalde hij hoge cijfers, maar was hij ook een rumoerige leerling, een pertubateur.
In de biografie Jacques Delors, hier et aujourd'hui schreven Nadège Chambon en Stéphanie Baz-Hatem dat Delors' ouders hem in de jaren dertig inschreven op een private, katholieke basisschool. Na enkele maanden wilde hij naar een 'normale' openbare school te willen om "de wateren te mengen" met leerlingen met verschillende sociaal-economische achtergronden. Na de basisschool moesten de meeste klasgenoten meteen aan het werk, terwijl Delors door kon gaan met leren. In deze periode werd hij, naar eigen zeggen, zich bewust van de kansenongelijkheid in Frankrijk. Het was voor hem een thema voor het (politieke) leven.
Delors' middelbareschooltijd werd overschaduwd door de Tweede Wereldoorlog. Ter voet verliet hij In 1940 met zijn familie Parijs, om zich bij familie in de Auvergne te voegen. Onderwijs volgde hij op verschillende plekken in Frankrijk. In 1944 keerde hij terug in de hoofdstad. Zijn vader, die zwaargewond raakte in de Eerste Wereldoorlog en daardoor een diepe haat koesterde jegens Duitsers, zou hebben gezegd: "we moeten stoppen met Europese burgeroorlogen en een manier van wederzijds begrip moeten vinden”. Dit waren woorden die veel indruk maakten op de jonge Delors.
Jacques Delors begon zijn carrière bij de Franse centrale bank, tevens de werkgever van zijn vader. Op 19-jarige leeftijd werd Delors lid van de katholieke vakbond CFTC (later CFDT). Hij wilde de materiële en morele belangen van werkers beschermen omdat zij in zijn ogen onmisbaar waren. Levenslang voelde hij zich verbonden met vakbonden. 
Delors' werk als onderhandelaar werd eind jaren vijftig gecombineerd met een lidmaatschap van de Economische en Sociale Raad. Hij toonde zijn talent om in niet-ingewikkelde taal over politieke onderwerpen te praten. Zijn talenten, zowel in onderhandelen als in educatie, werden opgemerkt in politiek Parijs. In 1962 stopte hij bij de Banque de France om zijn eerste politieke functie te bekleden als hoofd van de afdeling Sociale en Culturele Zaken bij het na de oorlog gecreëerde overheidsinstituut Commissariat général au Plan, belast met het verzinnen van verbeterprojecten voor de Franse maatschappij.
Naar eigen zeggen waren dit de mooiste jaren van zijn carrière. Delors leerde de sociale verhoudingen in Frankrijk te begrijpen en om te gaan met werknemers én met bazen. Hij leidde grootschalige stakingen. Dit waren vaardigheden die eind jaren zestig, toen bij de studentenprotesten en massale arbeidersstakingen een revolutionaire sfeer hing in Frankrijk, goed van pas kwamen. Zijn carrière nam een vlucht. In 1969 koos premier Jacques Chaban-Delmas hem als 'Sociaal Expert'. De Wet Delors, die onder zijn vleugels tot stand kwam, verschafte werknemers meer mogelijkheden tot bijscholing. Het was een van zijn belangrijkste politieke prestaties op nationaal niveau.
Vijf jaar later werd Delors lid van de Socialistische Partij. Hij ging nauw samenwerken met pragmatische politicus François Mitterrand. Volgens Delors was Mitterrand "de enige die kleur terug kon geven” aan de in 1969 geïmplodeerde Socialistische Partij. De twee politici creëerden voor de presidentsverkiezingen van 1981 een uitgesproken reformistisch partijprogramma waarmee Mitterrand – die profiteerde van enorme verdeeldheid in rechts Frankrijk – uiteindelijk tot eerste linkse president van de vijfde republiek verkozen werd. Monsieur Jacques Delors werd zijn minister van Economie en Financiën.
In 1983 maakte president Mitterrand zijn "grote ommezwaai”. In plaats van vast te houden aan zijn socialistische hervormingsagenda, waarvoor flinke devaluering van de frank nodig zou zijn wat niet mocht onder de toenmalige Europese regels, legde hij zich toe op een pro-Europese agenda. Hij vroeg Delors premier te worden – maar Delors wilde dat alleen als hij de functie mocht combineren met het ministerschap van Economie en Financiën. Een jaar later kwam de functie van de voorzitter van de Europese Commissie vrij. Dit was een functie waar wél ruimte was voor Delors' dromen en ambities. Ook de toenmalige Duitse bondskanselier Helmut Kohl (CDU) steunde, naast Mitterrand, de kandidatuur van Delors. In 1985 trad Delors aan.
Het was allesbehalve vanzelfsprekend geweest dat Delors het voorzitterschap van de Europese Commissie zou krijgen. Het was namelijk lidstaat Duitsland die aan de beurt was om een voorzitter voor te dragen. De Duitse bondskanselier Helmut Kohl kon echter geen kandidaat van voldoende statuur voor de post vinden. Hij stemde daarom met Mitterrand in dat Frankrijk de eer zou krijgen. Margaret Thatcher, de Britse Prime Minister, steunde de kandidatuur van Jacques Delors, maar zou daar later spijt van krijgen naarmate zou blijken dat deze keuze een stap betekende naar uitbreiding van de bevoegdheden van de Europese Commissie en het Europese parlement in Straatsburg. In haar memoires, geschreven na haar ambtstermijnen door een team aan ghostwriters, noemde zij Delors niet uit afkeer van zijn visionaire schema's voor een verenigd Europa. In een interview heeft Thatcher zelf het woord 'bedrog' in de mond genomen. Zij wist weinig van Delors en negeerde een waarschuwing van een vooraanstaand Brits bankier dat Delors een socialist en een 'dirigent' was die extreem energiek was in zijn streven naar een verdere Europese integratie. Thatcher negeerde deze waarschuwing en stemde in met de benoeming van Jacques Delors omdat er alleen handelsbeleid op tafel lag om te komen tot een gemeenschappelijke Europese markt. "Ik vertrouwde hen. Ik geloofde hen." Thatcher geloofde in een goede samenwerking tussen naties. "Op deze wijze hebben wij onze vingers gebrand." Ook haar ambtelijk vertrouwensman heeft harde woorden gesproken. "Wij werden bedot. In die tijd waren wij geconcentreerd op de voordelen van een gemeenschappelijk economische markt. De kleine letters in de [Single European] Act kwamen niet over als een grote deal, zeker niet nadat Bondskanselier Kohl de Prime Minister had verzekerd dat de Europese Economie en Monetaire Unie niet zou komen. Wij hebben onderschat, met de wijsheid van achteraf kennis, dat stevige toevoegingen en politieke drukbewegingen nog zouden volgen."
De relatie tussen Delors en Mitterrand, twee totaal verschillende persoonlijkheden, was en bleef getroebleerd na de weigering van Delors om Mitterrands premier te worden. "Hij zal herinnerd worden voor zijn rol als voorzitter van de Europese Commissie, maar voor politiek: nul", zo sprak Mitterrand bitter over hem. De Franse president en de voorzitter van de Europese Commissie zouden met elkaar blijven botsen ook al waren zij allebei Frans en socialist. Douglas Hurd, Brits minister van Buitenlandse Zaken, constateerde met zekere verbazing in de aanloop naar de onderhandelingen voor het Verdrag van Maastricht dat de relatie tussen Mitterrand en Delors stroef was. Tijdens een privédiner in Brussel, september 1991, vertelde Delors dat hij Mitterrand al sinds juli dat jaar niet meer had gezien. Delors vertelde Hurd de dubbelzinnige opstelling van Mitterrand inzake kwesties aangaande de Europese Gemeenschap te betreuren.
Jacques Delors was tien jaar voorzitter van de Europese Commissie, tot 24 januari 1995. Vervolgens was hij de favoriet om de Franse presidentsverkiezingen van 1995 te winnen. Tegenover een televisiepubliek van dertien miljoen kijkers kondigde hij aan dat hij niet zou deelnemen. De Franse socialisten voelden zich verraden; Mitterrand was niet verbaasd. Twee jaar later vertelde Delors daar geen spijt van te hebben. "Ik was te veel bezig met onafhankelijkheid en ik voelde me anders dan de mensen om me heen. Mijn manier van politiek bedrijven was niet hetzelfde."
Jacques Delors heeft zichzelf omschreven als een rebel. ‘In mijn binnenste blijf ik onvoldaan over de manier waarop de maatschappij functioneert. De motivatie voor mijn werk haal ik nog steeds uit de heersende onrechtvaardigheden. Aan mijn sociaal-democratisch gedachtegoed is niets gewijzigd. Ik kan dat samenvatten in een enkele zin: de maatschappij moet milder zijn voor de zwakken en rigoureuzer voor de sterken. Enig pragmatisme is mij daarbij niet vreemd, maar dit is wel de lijn waar ik niet van afwijk.’

### Voorzitter van de Europese Commissie
Van 6 januari 1985 tot 22 januari 1995 was Delors voorzitter van de Europese Commissie. Bij zijn overlijden werd Delors door de Europese Commissie geroemd als de man die Europa een ziel had gegeven. Tot zijn prestaties worden gerekend: (1) het tot stand brengen van de interne Europese markt, (2) het Verdrag van Maastricht, (3) de Economische en Monetaire Unie, en (4) het Erasmus-programma. 
Als gevolg van de interne markt is een vrij verkeer van goederen, diensten, kapitaal en personen mogelijk gemaakt. Het Verdrag van Maastricht legde de basis voor de vorming van de vorming van de Europese Unie (EU), die in de plaats kwam van de Europese Gemeenschap. Het Verdrag van Maastricht maakte het Europees burgerschap en een gemeenschappelijk buitenlands beleid (inclusief veiligheidsbeleid) mogelijk. Het tot stand brengen, via het Verdrag van Maastricht, van de Economische en Monetaire Unie (EMU) zorgde voor de coördinatie van economisch en fiscaal beleid, een gemeenschappelijk monetair beleid en een gemeenschappelijke munt voor lidstaten die aan strenge toelatingsvoorwaarden konden voldoen (de Euro). Als gevolg van het Erasmusprogramma kunnen studenten, leerlingen en leerkrachten deelnemen aan internationale educatieve uitwisselingen en opleidingen.
Als groot voorstander van een (toekomstig) politiek federaal bestuurd Europa, een 'Verenigde Staten van Europa', heeft Jacques Delors vijanden gemaakt. Onder meer in Groot-Brittannië, op dat moment al afgescheiden als lidstaat van de Europese Unie, werd vlak na zijn dood in december 2023 in de kranten stil gestaan bij de minder positieve kanten van zijn beleidsinspanningen en persoonlijkheid. Onbedoeld was de Fransman symbool geworden van alles wat Britse Eurosceptici tegen stond aan de Europese Unie.
Met name Margaret Thatcher, Prime Minister van het Verenigd Koninkrijk (1979-1990), zag Jacques Delors als de personificatie van alles wat mis was aan het Europese project. In 1988 had Delors zijn toekomstvisie voor de Europese Gemeenschap geschilderd: binnen tien jaar moest 80 procent van de economische en sociale wetgeving uit Brussel komen, Europa zou een eigen munt en misschien zelfs een eigen regering krijgen. Tijdens een toespraak in het Belgische Brugge haalde Thatcher hard uit. Zij vergeleek de  Europese Gemeenschap met de Sovjet-Unie en sprak de legendarische woorden uit: "Wij hebben de staat in Groot-Brittannië niet succesvol teruggedrongen om deze opnieuw opgedrongen te krijgen [...] via een Europese superstaat die een nieuwe dominantie uitoefent vanuit Brussel."
Thatcher ging een stap verder na een slechte pers te hebben gehad bij terugkomst van een Europese bijeenkomst in Rome. Zij opende tijdens een debat in het Britse parlement in oktober 1990 de aanval op Jacques Delors. Delors had – in haar interpretatie – tijdens een persconferentie gezegd dat hij streefde naar drie dingen: (1) het Europese Parlement moest het democratische lichaam van de Europese Gemeenschap worden, (2) de Europese Commissie moest het uitvoerende lichaam worden en (3) van de Europese Raad van Ministers wilde hij een Senaat maken. "No. No. No!". De invoering van een Europese eenheidsmunt zou volgens Thatcher door Delors worden gebruikt om via de achterdeur te komen tot een politieke federatie. De volgende dag diende de Deputy Prime Minister, Geoffrey Howe, zijn ontslag in. Thatcher had met haar eigengereide optreden de ranken binnen haar eigen partij doorbroken. Zorgvuldige diplomatie van haar collega's inzake Europese vraagstukken lag in duigen. De Britse minister van Financiën, Nigel Lawson, had reeds ontslag genomen. Het waren twee belangrijke ministers die intellectueel verantwoordelijk waren voor gedachtegoed dat als 'Thatcherisme' de geschiedenis is ingegaan.
De politieke positie van Thatcher werd onhoudbaar na deze publieke aanval op Delors. Thatcher werd gedwongen haar ontslag te nemen. Na een machtsstrijd binnen haar partij werd John Major de nieuwe Prime Minister. 'Europa' werd als gevolg van deze pijnlijke val en de vele volgelingen die Thatcher had en bleef houden hét grote vraagstuk dat de Britse Conservatieve Partij gemakkelijk kon splijten. Thatchers pijnlijke val sloeg een diepe wond in de Britse publieke opinie. Thatcher bleef, eerst als backbencher in het Britse parlement en vervolgens als onafhankelijk media-icoon oppositie voeren tegen het ideeëngoed van Jacques Delors en zijn ideologische bondgenoten.
Jacques Delors werd op deze wijze een haatfiguur in de Britse tabloids. De gecreëerde karikatuur van Delors was volgens John Major strijdig met de persoon Jacques Delors. Hij kende Delors zelf als een competente en gevoelige, alleen af en toe wat stekelige man. Delors sprak hoffelijk, maar in zodanig slecht Engels dat zijn bedoeling vaak onduidelijk was. Deels was dit volgens John Major een gevaarlijke tactiek. Met name tijdens de uitgebreide lunches, die standaard geserveerd worden tijdens Europese raden, maakte Delors misbruik van de situatie. Doorgaans wordt tijdens dergelijke lunches excellent voedsel en buitengewone goede wijn geserveerd. Naarmate een maaltijd vorderde, nodigde de – per half jaar wisselende – voorzitter van de Raad van Ministers Delors uit om als voorzitter van de Europese Commissie belangrijke zaken naar voren te brengen. Delors maakte handig gebruik van de geboden mogelijkheden. Indien een onderwerp onaantrekkelijk was voor de Britten: Delors' toch al sterke accent werd zwaarder en Delors verviel inhoudelijk in algemeenheden. Hij liet details achterwege die hij als voorzitter van de Europese Commissie moest kennen. In Majors ogen zette Delors daarmee een valstrik uit. Major leerde al snel om de wijn aan zich voorbij te laten gaan omdat een betwist voorstel van Delors, aangereikt tijdens de lunch en aldaar niet tegengesproken, de conclusie van de bijeenkomst zou worden.
Ook Douglas Hurd, Brits minister van Buitenlandse Zaken onder John Major, beschreef Jacques Delors als een plezierig man in de omgang. Hurd verschilde fundamenteel van mening met Delors aangaande diens federalistische gedachtegoed, maar respecteerde de helderheid van Delors' denktrant. Het was een genoegen om na een moeizame Europese onderhandelingsronde te luisteren naar Jacques Delors. Soms ongeduldig, maar doorgaans gevat wist Delors Europa in de richting van een politiek compromis te leiden. Delors' Engels was slecht, maar hij was een plezierige tafelgenoot tijdens een privaat diner. Delors was volgens Hurd een hoogst intelligente man, die onverbloemd in een-op-een gesprek zijn opvattingen deelde. Hurd kon zich daardoor goed voorbereiden op nog komende onderhandelingen tussen de Europese lidstaten op ministersniveau.
Nigel Lawson, minister van Financiën onder Margaret Thatcher, kende Delors al goed op het moment dat hij voorzitter van de Europese Commissie werd. Als ministers van Financiën hadden ze veel met elkaar te maken gehad en waren ze veelvuldig politieke opponenten geweest. Delors was in zijn ogen een van de slimste mensen in Mitterrands regering, maar ook een van de lastigste. Delors was volgens Lawson een intellectueel die via zijn werk compenseerde dat hij – als gevolg van zijn bescheiden afkomst en gebrek aan dure, private opleidingen – nooit toegelaten was tot de Franse intellectuele elite. Juist omdat Lawson Delors al goed kende vóór zijn voorzitterschap van de Europese Commissie, maakte Lawson zich weinig illusies over de wijze waarop Delors zou gaan opereren: Delors was een man die op macht uit was. Delors had het premierschap van Frankrijk geweigerd omdat hij als minister van Financiën veel meer macht had dan hij als Frans premier zou kunnen krijgen. Delors was niet gevoelig voor de uiterlijkheden van de macht en de VIP-behandelingen die horen bij een ambt als regeringsleider, maar was uitsluitend geïnteresseerd in het uitoefenen van de macht zelf. Lawson kende ook de twee inspiratiebronnen van Delors: een sociaal katholicisme en het ideeëngoed van Jean Monnet aangaande een federaal Europa. Iedereen die vragen stelde over de transfer van macht van de Europese lidstaten naar de Europese Commissie: die werd door Delors afgedaan als een 'slechte' Europeaan. Lawsons probleem was dat Delors zich ging identificeren met de heilige zaak van een federaal Europa, zich snel bekritiseerd voelde en in toenemende mate intolerant werd voor kritiek. Reeds in een vroeg stadium zorgde Nigel Lawson daarom dat hij óók zijn dossiers beheerste en voortdurend een adequaat alternatief plan paraat had. Inzake het tot stand brengen van een Europese eenheidsmunt: daar had Nigel Lawson reeds in 1970, nog voor intrede van Groot-Brittannië in de Europese Economische Gemeenschap, gedachten over geformuleerd en gepubliceerd in de Sunday Times. Het invoeren van een eenheidsmunt was, zoals de Duitse negentiende-eeuwse geschiedenis leerde, een voorbode van het vormen van een eenheidsstaat. Nigel Lawson was net min als zijn Britse collega's Margaret Thatcher (Prime Minister) en Geoffrey Howe (Foreign Secretary, minister van Buitenlandse Zaken) van plan daarmee in te stemmen. In april 1989 presenteerde Jacques Delors voor het eerst plannen aangaande het vormen van een Economische en Monetaire Unie (EMU). Dit zou in drie stappen gaan gebeuren. Hoewel het stappenplan vaag was, kwamen Thatcher, Lawson en Howe direct overeen dat zij stap 1 zouden verwelkomen, maar onder geen beding akkoord zouden gaan met stap 3: de overdracht van nationaal monetair beleid naar een Europese Centrale Bank. De vorming van de EMU zou plaats gaan vinden in 1991, onder voorzitterschap van Nederland en werd vastgelegd in het Verdrag van Maastricht (1992). Lawson was op dat moment geen minister meer, maar souffleerde wel Prime Minister John Major bij het uitonderhandelen van een opt-out.
Margaret Thatcher tekende in het Britse Hogerhuis, waarin zij zitting had genomen met haar verheffing tot barones, bezwaar aan tegen het Verdrag van Maastricht. Zij nam opnieuw Jacques Delors onder vuur en zijn plannen om de nationale parlementen binnen de Europese Unie uit te hollen. Zij wilde een referendum: de rechten van het volk, zoals zij vertegenwoordigd waren in het Britse parlement, mochten niet zonder nadrukkelijk consent van het volk worden overgedragen aan het Europa zoals Delors voorstond en op een schaal waarin binnen het Verdrag van Maastricht reeds sprake was.
Delors was lid van de Club van Madrid en erelid van de Club van Rome.

### Privé
Jacques Delors was getrouwd met Marie Lephaille (overleden in 2020). Ze kregen twee kinderen: Jean-Paul, die in 1982 overleed aan leukemie, en Martine Aubry, ten tijde  van de dood van haar vader de burgemeester van Lille.

## Onderscheidingen
In 1990 kreeg Delors de Four Freedoms Award voor vrijheid van meningsuiting. In 1997 ontving hij de Nederlandse Erasmusprijs. Verder kreeg hij de Internationale Karelsprijs en in 2010 was hij de eerste die de Vrede van Nijmegen Penning ontving. In 2015 werd hij na Jean Monnet en Helmut Kohl de derde Ereburger van Europa.
 Martin Bangemann ·  Leon Brittan ·  Hans van den Broek ·  Henning Christophersen ·  Jacques Delors ·  João de Deus Pinheiro ·  Pádraig Flynn ·  Manuel Marín ·  Abel Matutes* ·  Karel Van Miert ·  Bruce Millan ·  Marcelino Oreja ·  Ioannis Paleokrassas ·  Antonio Ruberti ·  Peter Schmidhuber ·  Christiane Scrivener ·  René Steichen ·  Raniero Vanni d'Archirafi
 * afgetreden 
 Frans Andriessen ·  Martin Bangemann ·  Leon Brittan ·  António Cardoso e Cunha ·  Henning Christophersen ·  Christiane Scrivener ·  Jacques Delors ·  Jean Dondelinger ·  Ray MacSharry ·  Manuel Marín ·  Abel Matutes ·  Karel Van Miert ·  Bruce Millan ·  Filippo Maria Pandolfi ·  Vasso Papandréou ·  Carlo Ripa di Meana ·   Peter Schmidhuber 

 Frans Andriessen ·  António Cardoso e Cunha ·  Claude Cheysson ·  Henning Christophersen ·  Stanley Clinton Davis ·  Arthur Francis Cockfield ·  Willy De Clercq ·  Jacques Delors ·  Manuel Marín ·  Abel Matutes ·  Nicolas Mosar ·  Karl-Heinz Narjes ·  Lorenzo Natali ·  Alois Pfeiffer* ·  Carlo Ripa di Meana ·   Peter Schmidhuber ·  Peter Sutherland ·  Grigoris Varfis 
  *overleden 
- Bibsys: 90603777
- Biblioteca Nacional de España: XX940120
- Bibliothèque nationale de France: cb11899417j (data)
- Catàleg d'autoritats de noms i títols de Catalunya: 981058610857906706
- CiNii: DA03030609
- Gemeinsame Normdatei: 119099993
- International Standard Name Identifier: 0000 0001 0915 1006
- Library of Congress Control Number: n85315383
- Nationale Bibliotheek van Letland: 000126341
- Bibliotheek van het Japanse parlement: 00620573
- Nationale Bibliotheek van Tsjechië: jn19990001708
- Nationale bibliotheek van Australië: 35034762
- Nationale Bibliotheek van Israël: 987007296956905171
- Nationale Bibliotheek van Polen: a0000001040819
- Nationale en Universitaire bibliotheek Zagreb: 000685740
- Nederlandse Thesaurus van Auteursnamen: 072593504
- Parlement.com: vhvp1arv08so
- Istituto Centrale per il Catalogo Unico: CFIV062386
- Système universitaire de documentation: 027996182
- Semantic Scholar: 69364392
- Trove: 807210
- Virtual International Authority File: 73852319
- WorldCat: E39PBJq74fwcqDyj93fpMgv4MP